# 山田鋭夫
山田 鋭夫（やまだ としお、1942年1月3日 - ）は、日本の経済学者、名古屋大学名誉教授。専攻は、レギュラシオン理論、理論経済学、市民社会論。

## 生涯
名古屋生まれ。愛知県立旭丘高等学校を経て、名古屋大学経済学部卒業、同大学大学院経済学研究科博士課程満期退学。平田清明門下。
1989年「経済学批判の近代像」で大阪市立大学経済学博士。滋賀大学経済学部講師・助教授、大阪市立大学助教授・教授をへて、1990年名古屋大学経済学部教授、1999年経済学部長、2005年定年退官、名誉教授、九州産業大学経済学部教授。2012年退職。2020年、瑞宝中綬章受章、2021年現代公共政策学会賞（日本政治法律学会）受賞。
フランス文学者の山田登世子は妻。

## 著書
- 『経済学批判の近代像』有斐閣 1985
- 『レギュラシオン・アプローチ 21世紀の経済学』藤原書店 1991、増補新版 1994
- 『レギュラシオン理論 経済学の再生』講談社現代新書 1993
- 『20世紀資本主義 レギュラシオンで読む』有斐閣 1994
- 『さまざまな資本主義 比較資本主義分析』藤原書店 2008
- Contemporary Capitalism and Civil Society: The Japanese Experience, Springer, 2018
- 『内田義彦の学問』藤原書店 2020
- Civil Society and Social Science in Yoshihiko Uchida, Springer, 2022
- 『ウェルビーイングの経済』藤原書店 2022
- 『ゆたかさをどう測るか　ウェルビーイングの経済学』ちくま新書 2025

### 共著・編著
- 『講座マルクス経済学 6-7 コンメンタール「経済学批判要綱」（上・下）』森田桐郎共編著 日本評論社 1974
- 『マルクス 著作と思想』望月清司・内田弘・森田桐郎・花崎皋平共著 有斐閣新書 1982
- 『現代市民社会の旋回』平田清明・八木紀一郎共編　昭和堂 1987
- 『ポストフォーディズム レギュラシオン・アプローチと日本』須藤修共編著 大村書店 1991
- 『レギュラシオン・コレクション 1 危機-資本主義』R. ボワイエ共編 藤原書店 1993
- 『レギュラシオン・コレクション 2 転換-社会主義』R. ボワイエ共編 藤原書店 1993
- 『現代市民社会と企業国家』平田清明・加藤哲郎他共著 御茶の水書房 1994
- 『レギュラシオン・コレクション 3 ラポール・サラリアール』R. ボワイエ共編 藤原書店 1996
- 『現代資本主義をどう視るか』北原勇・伊藤誠共著 青木書店 1997
- 『レギュラシオン・コレクション 4 国際レジームの再編』R. ボワイエ共編 藤原書店 1997
- 『復権する市民社会論』八木紀一郎・千賀重義・野沢敏治共編 日本評論社 1998
- 『戦後日本資本主義 調整と危機の分析』R. ボワイエ共編 藤原書店 1999
- Japanese Capitalism in Crisis: A Regulationist Interpretation, Co-edited with Robert Boyer, Routledge, 2000
- 『現代資本主義への新視角 多様性と構造変化の分析』宇仁宏幸・鍋島直樹共編 昭和堂 2007
- 内田義彦『学問と芸術』編 藤原書店 2009
- 『金融危機のレギュラシオン理論 日本経済の課題』宇仁宏幸・磯谷明徳・植村博恭共著 昭和堂 2011
- 『転換期のアジア資本主義』植村博恭・宇仁宏幸・磯谷明徳共編 藤原書店 2014
- 『月の別れ 回想の山田登世子』編 藤原書店 2017
- 『市民社会と民主主義』植村博恭・原田裕治・藤田菜々子共著 藤原書店 2018
- Evolving Diversity and Interdependence of Capitalisms, Co-edited with R. Boyer, H. Uemura and L. Song, Springer, 2018

### 翻訳
- ロベール・ボワイエ編『世紀末資本主義』共訳 日本評論社 1988
- ミシェル・アグリエッタ『資本主義のレギュラシオン理論 政治経済学の革新』若森章孝・大田一廣・海老塚明共訳 大村書店 1989、増補新版 2000
- ロベール・ボワイエ『レギュラシオン理論 危機に挑む経済学』新評論 1989、新版 藤原書店 1990
- ロベール・ボワイエ『入門・レギュラシオン 経済学/歴史学/社会主義/日本』井上泰夫共編訳 藤原書店 1990
- ミシェル・アグリエッタ,アントン・ブレンデール『勤労者社会の転換』斉藤日出治他共訳 日本評論社 1990
- イマニュエル・ウォーラーステイン責任編集 『ワールド・エコノミー』共訳 藤原書店 叢書<世界システム1> 1991、新装版 2002
- イマニュエル・ウォーラーステイン責任編集『長期波動』共訳 藤原書店 叢書<世界システム2> 1992、新装版 2002
- イマニュエル・ウォーラーステイン,グルベンキアン委員会『社会科学をひらく』藤原書店 1996
- コーリン・クラウチ,ウォルフガング・ストリーク編『現代の資本主義制度 グローバリズムと多様性』NTT出版 2001
- イマニュエル・ウォーラーステイン責任編集『世界システム論の方法』原田太津男,尹春志共訳 藤原書店 叢書<世界システム3> 2002
- R.ボワイエ,P-F・スイリ編 青木昌彦他『脱グローバリズム宣言 パクス・アメリカーナを超えて』渡辺純子共訳 藤原書店 2002
- ブルーノ・アマーブル『五つの資本主義 グローバリズム時代における社会経済システムの多様性』原田裕治・木村大成・江口友朗・藤田菜々子・横田宏樹・水野有香共訳 藤原書店 2005
- ロベール・ボワイエ『資本主義vs資本主義 制度・変容・多様性』藤原書店 2005
- ピエール・ブルデュー『住宅市場の社会経済学』渡辺純子共訳 藤原書店 2006
- アンドリュー・E.・バーシェイ『近代日本の社会科学 丸山眞男と宇野弘蔵の射程』NTT出版 2007
- ピーター・A.・ホール,デヴィッド・ソスキス編『資本主義の多様性 比較優位の制度的基礎』遠山弘徳・安孫子誠男・宇仁宏幸・藤田菜々子共訳 ナカニシヤ出版 2007
- ジル・ドスタレール『ケインズの闘い 哲学・政治・経済学・芸術』鍋島直樹・小峯敦監訳 山崎聡・齋藤隆子・藤田菜々子・池田毅・内藤敦之共訳 藤原書店 2008
- ロベール・ボワイエ『金融資本主義の崩壊 市場絶対主義を超えて』坂口明義・原田裕治共監訳 藤原書店 2011
- ロベール・ボワイエ『ユーロ危機 欧州統合の歴史と政策』植村博恭共訳 藤原書店 2013
- ロベール・ボワイエ『パンデミックは資本主義をどう変えるか 健康・経済・自由』平野泰朗共訳 藤原書店 2021
- ロベール・ボワイエ『経済学の認識論 理論は歴史の娘である』藤原書店 2022
- ロベール・ボワイエ『自治と連帯のエコノミー』藤原書店 2023

## 論文
- Cinii